# Байонет K
Статья об SLR камере «Asahi Pentax K» находится на странице «Pentax K (фотоаппарат)».
Байоне́т K — разновидность байонета объектива для малоформатных плёночных и цифровых однообъективных зеркальных фотоаппаратов. Предложен фирмой Asahi Optical (более известной как Pentax) в 1974 году в качестве основы для единого стандарта креплений и с тех пор использовался для всех выпускаемых фирмой 35-мм и цифровых однообъективных зеркальных камер. С байонетом K выпускалось и выпускается множество других камер и объективов сторонних разработчиков: Sigma, КМЗ (Зенит), Tamron, Samsung, Cosina, Vivitar и прочие.

## История, эволюция, модификации
Изначально крепление типа K представляло собой слегка модифицированный конструктив байонета «Praktica B». Фирма Asahi Pentax предлагала использовать его в качестве базы для единого байонета, однако на практике мнения производителей фототехники разошлись. Советский вариант байонета К (ГОСТ 24692—81) был адаптирован к существующим в СССР ГОСТам и несколько изменён. Адаптация породила несколько вариантов байонета. За рубежом различные производители сохраняли заложенные Asahi Pentax базовые размеры, но вносили многочисленные изменения в геометрию и механизмы. Таким образом каждый производитель стремился обеспечить успех именно своей линейке объективов (Например, байонет R-K). Как результат: полной совместимости между креплениями типа K, выпущенных разными производителями, нет.
Патента на байонет K, как и на другие типы байонетов, (то есть запатентованной геометрии, размеров и прочие нормируемые стандартами характеристики соединений) — не существует.
За время своего существование байонетное крепление типа К, производимое фирмой Pentax, претерпело множество изменений, хотя и не утратило чисто механической совместимости. Изменения и дополнения были связаны с развитием фотографической техники и появлением новых связей между «телом» фотоаппарата и объективом. Версия от версии новые разновидности байонета К производства Pentax максимально сохраняли обратную совместимость, когда это не противоречило здравому смыслу.
За всю историю фототехники лишь два крепления сумели пережить внедрение автофокусировочной системы: Nikon F и байонет типа К (также сохранился байонет Olympus OM, однако был выпущен лишь один автофокусный фотоаппарат, и до цифровой эпохи автофокусные «олимпусы» не дожили). Прочие крепления пришлось сменить, утратив совместимость с ранее выпущенной техникой.

### Байонет K
Оригинальный байонет типа К — это простое байонетное трёхлепестковое крепление. Впервые было представлено Pentax на камерах серии «K». Объектив фиксировался на камере путём поворота примерно на 70° по часовой стрелке (если смотреть на камеру со стороны объектива).
Единственная информационная связь от объектива к камере — механический датчик предустановки «прыгающей» диафрагмы на объективе (на схеме №1 показан под номером 14). Между двух лепестков байонета находится щель, внутри которой располагается связанный с кольцом диафрагмы рычаг передачи отношения установленной диафрагмы к светосиле объектива. Передача этого отношения во встроенный TTL-экспонометр камеры позволяет осуществлять измерение экспозиции при полностью открытой диафрагме. Шаг рычажка предустановки диафрагмы составляет 7° на стоп (в два раза).
Управление прыгающей диафрагмой объективов серий K и M осуществляется следующим образом. Необходимое относительное отверстие задаётся кольцом диафрагм на объективе. Выбранное значение диафрагмы применяется не мгновенно, а лишь на момент открытия затвора. Когда затвор закрыт — диафрагма максимальна открыта. Этот механизм позволяет точнее сфокусироваться и наблюдать в видоискатель максимально яркое изображение. В момент съёмки камера полностью отпускает поводок диафрагмы объектива (на схеме №1 поводок диафрагмы показан под номером 11), за счёт чего диафрагма закрывается до предустановленного значения. Ограничение закрытия диафрагмы до предустановленного значения обеспечивает механизм внутри объектива.
Иначе работает привод диафрагмы камер серий A, SF, Z, MZ, *ist и всех цифровых с объективами установленными в положение «А» (См. ниже).

Серия объективов, поддерживающих эти функции, называются «SMC Pentax» и «SMC Pentax-М». Камеры оборудованные оригинальным байонетом типа К включают в себя серии: К, М (исключая камеру ME F) и LX. Эти камеры не могут полноценно использовать объективы, у которых отсутствует кольцо диафрагм (К ним относятся FA-J и DA). Кроме того, существуют объективы, предназначенные специально для матриц APS-C. Их использование на полнокадровых камерах даст сильное виньетирование.
Объективы с креплением типа K могут использоваться с любым 35-мм фотоаппаратом Pentax, выпущенным после 1975 года. Однако, с камерами, оборудованными креплением типа KAF «упрощённый» или KAF2 «упрощённый» только в «полуручном» режиме, поскольку такие камеры не отслеживают положения механического датчика диафрагмы и не могут правильно скорректировать экспозамер.

### Байонет KF
Байонет KF — это первая реализация TTL автофокуса в 1981 году. Автофокусировка в этой схеме реализована следующим образом. В камере находятся датчики фокуса, а мотор привода фокусировки — в объективе. Связь между приводом и датчиками была реализована за счёт появления пяти электрических контактов на байонетном креплении (2 для фокусировки линзы, 1 для включения автофокусного режима и ещё 2 не использовались (задел на будущее)). Расположение этих контактов для совместимости не совпадает с байонетами серий: KAF, KAF2, KAF3 (и их упрощёнными версиями), KA, KA2. Контакты в KF располагались в отличие от перечисленных креплений в правой нижней части байонета (на схеме №1 от приводного вала №14 по часовой стрелке). Последовательность размещения была следующей:
- включение автофокуса и экспонометра (включался при замыкании контакта на корпус);
- неиспользуемый;
- вращение кольца фокуса к «бесконечности»;
- вращение кольца фокуса от «бесконечности»;
- неиспользуемый.

Данный байонет использовала лишь одна камера — «Pentax ME F» и один объектив — «SMC Pentax-AF 35-70/2.8». Объектив оказался достаточно крупным, и тяжёлым. В основном вес и размер объектива были следствием не заключённого в нём электродвигателя, редуктора и 4-х элементов питания AAA, а большим относительным отверстием. В целом, реализация крепления типа KF и сама камера «Pentax ME F» были очень похожи на предложенный несколькими годами позже «Canon T80». Однако, даже несмотря на то, что эта система автофокусировки была компактнее конкурирующих систем предложенных Chinon и Ricoh (в них система определения фокусировки была встроена в объектив), крепление типа KF не получило дальнейшего развития. В 1987 году на смену этому решению пришла серия камер SF с байонетом KAF. Производство камеры и объектива с байонетом KF было прекращено в 1988 году.
«Pentax ME F» может использовать любые объективы с креплением типа K, кроме серий FA-J и DA из-за отсутствия кольца диафрагм на объективе. Причём для объективов с относительным отверстием 4 и выше стабильно работает подтверждение фокусировки. KF-объектив может использоваться на любых камерах с байонетом K в режиме ручной фокусировки. Однако, использование с креплением типа KAF «Упрощённый» возможно лишь в полностью ручном режиме, поскольку такие камеры не отслеживают положения механического датчика диафрагмы и не могут правильно скорректировать экспозамер.

### Байонет KA
Крепление типа KA — развитие оригинального крепления типа K. Оно позволяло задавать предустановку диафрагмы средствами камеры и, как следствие, использовать режим приоритета выдержки и программу автоэкспозиции. Этот тип крепления был представлен в 1983 году и поддерживался сериями камер A и P. Объективы Pentax поддерживающие этот функционал маркировались надписью «Pentax-A». Байонет KA обладает полной обратной совместимостью с оригинальным креплением типа K.
Положение диафрагмы регулировалось тем же самым поводком (на схеме №1 показан под номером 11), что и в оригинальном байонете K, однако на KA-объективах этот поводок регулировал диафрагму пропорционально площади отверстия, а не его диаметра (как в варианте K). Это позволило камере легко устанавливать необходимое относительное отверстие, поскольку отношения между «стопами» линейны. На кольцах диафрагмы в объективах появилось положение «A», которое позволяло передать контроль над положением относительного отверстия камере. Другие (числовые) положения кольца диафрагм использовались для ручного задания режим приоритета диафрагмы и полностью ручного режима.
Шесть электрических контактов были добавлены на кольцо байонетного крепления камеры (на схеме №1 контакты 4 — 9). Объектив мог иметь менее 6 контактов. Каждый контакт на камере с помощью объектива либо закорачивается, либо не закорачивается на корпус камеры обеспечивая бинарное кодирование.
Один из контактов (на схеме №1 контакт 6) даёт сигнал о том, в положении «А» или нет находится кольцо диафрагм объектива. В случае, когда на объективе установлено положение «А», контакт выдвигается и замыкает цепь. Если же кольцо диафрагм находится в другом режиме — контакт втягивается внутрь объектива, и цепь размыкается.
Оставшиеся пять контактов используются для передачи данных о диапазоне диафрагмирования объектива. Пара контактов (на схеме №1 контакты 5 и 7) несут информацию о минимально возможном положении диафрагмы f/16, f/22, f/32 или f/45. Ещё три контакта (на схеме №1 контакты 4, 8 и 9) несут информацию о максимально возможной диафрагме. В таблице справа жирным шрифтом показаны замкнутые контакты, обычным — разомкнутое. Номера контактов соответствуют схеме №1 (см. ниже). Так, к примеру, для объектива с максимальной диафрагмой 2,0 и минимальной — 16, должен быть замкнут на корпус контакт №8, а остальные разомкнуты.

### Байонет KAF
Этот тип крепления был представлен в 1987 году. За основу было взято крепление KA. Байонет KAF — это вторая и более успешная попытка фирмы Pentax внедрить автофокусную систему в SLR-камеры. На этот раз мотор, редуктор и батареи располагались в корпусе камеры, что позволило соблюсти разумные габариты и вес объективов. На байонете появился небольшой приводной вал (на схеме №1 показан под номером 13) («отвёрточный привод»), который соединяясь с объективом управлял фокусировкой линз.
Также был добавлен седьмой электрический контакт (на схеме №1 показан под номером 10). С его помощью от объектива к камере подавался цифровой сигнал, который содержал следующую информацию: фокусное расстояние, расстояние до объекта съёмки, точное значение текущего положения диафрагмы и другие данные. Эта информация используется камерой для принятия более точного решения при расчёте экспозиции, наряду с мультисегментным экспозамером, который как раз появился в камерах оборудованных креплением типа KAF.

### Байонет KAF2
Этот тип крепления был представлен в 1991 году. Байонет KAF2 мало чем отличается от KAF. По седьмому (смотри главу о KAF) контакту (на схеме №1 показан под номером 10) стала добавочно транслироваться частотно-контрастная характеристика (MTF). Кроме того, в обновлённую версию была добавлена пара контактов (на схеме №1 показана под номером 12), которая располагалась не на фланце байонета, а ближе к центру объектива и на другом уровне (глубже в сторону камеры). Эти контакты обеспечивают питание трансфокатора объектива для реализации возможностей «Power Zoom».

### Байонет KA2
Этот тип крепления был представлен в 1997 году. Байонет KA2 идентичен KAF, однако не имеет автофокусной «отвёртки» (смотри раздел «Байонет KAF»)(на схеме №1 показан под номером 13). Другими словами, это аналог KA, но с седьмым контактом (на схеме №1 показан под номером 10) транслирующим цифровую информацию. С этим соединением выпускалась только одна камера — Pentax MZ-M (В США выпускавшаяся под именем ZX-M), снятая с производства в 2005 году.

### Байонет KAF «упрощённый»
«Упрощённый» байонет KAF используется на камерах MZ-30, ZX-30, MZ-50,ZX-50, MZ-60, *ist, ZX-60, K100D, K110D и всех камерах серии *ist D.
Вся разница между этим байонетным креплением и полной версией KAF заключается в отсутствии в нём механического слежения за задатчиком диафрагмы (на схеме №1 показан под номером 14). В результате, камеры, оборудованные «упрощённой» версией байонета, могут полноценно работать либо с объективами, на которых кольцо диафрагм установлено в положение «A», либо с «упрощёнными» объективами (например серия DA).
С объективами K/M (другое название «pre-A») камера не имеет возможности узнать какое диафрагменное число установлено. В цифровых камерах серий *ist и К проблема решается указанным способом.
Встроенная вспышка срабатывает на полную мощность, создавая трудности при использовании «pre-A»-объективов (Необходим расчёт ведущего числа).
Под этот тип крепления разработаны объективы серий DA и FA-J.

### Байонет KAF2 «упрощённый»
«Упрощённым» байонетом KAF2 оснащены все серийно выпускаемые DSLR-камеры Pentax начиная с моделей «K10D» и «K100D Super». Это крепление обладает всеми функциями полноценной версии KAF2. Однако не все модели камер полностью поддерживают возможности «упрощённого» байонета KAF2. Например, управление трансфокатором «PowerZoom» поддерживается лишь частично и только моделью K10D. Как и в ситуации с «упрощённым» KAF этот байонет не имеет механического считывателя задатчика кольца диафрагм (на схеме №1 показан под номером 14). Обход проблемы при работе с «pre-A»-объективами полностью аналогичен KAF «упрощённый». В этом креплении дополнительная пара контактов (на схеме №1 показан под номером 12) обеспечивает, кроме того, питание для ультразвукового мотора Supersonic Drive Motor (SDM) автофокуса (такие моторы находятся внутри объектива).

### Байонет KAF3
Этот тип крепления был представлен в 2008 году, и им ещё (на октябрь 2013 года) не оснащена ни одна камера Pentax. Объективы с KAF3 уже существуют, они полностью поддерживаются камерами с креплением KAF2 «упрощённый» и KAF2). Байонет, в целом, мало отличается от KAF2, однако лишён «отвёрточного» привода автофокуса (на схеме №1 показан под номером 13). Объективы с креплением KAF3 снабжены SDM-моторами. Такие объективы смогут работать на креплениях типа K, KF, KA, KAF, KA2, KAF «упрощённый» только в режиме ручной фокусировки.

### Байонет KAF4
Отличается от KAF3 электромагнитной системой управления диафрагмой. Первый объектив с KAF4 — HD Pentax-DA 55-300mm F4.5-6.3 ED PLM WR RE — представлен 9 июня 2016 года.

### Байонет R-K
Крепление типа R-K — разновидность оригинального байонета К, сделанная фирмой Ricoh. Она поддерживает оригинальную реализацию Ricoh режима «приоритета выдержки» и автоэкспозиции (подобно КA, но реализовано проще). Единственное добавление к оригинальному креплению К — маленький контакт снизу, посредством которого объектив сообщает камере, что кольцо диафрагм установлено в положение «P» (подобно положению «A» на Pentax KA объективах). Увы, благодаря подобной реализации была утрачена совместимость. При попытке крепления объектива типа R-K на камеру с байонетом KAF, KAF2 или их «упрощённые» версии в момент поворота объектива этот дополнительный контакт попадёт в отверстие вала «отвёрточного» автофокуса (на схеме №1 показан под номером 13), и произойдёт заклинивание объектива на камере в полуустановленном положении. Удалить объектив из этого положения будет крайне непросто: возможны повреждения камеры и объектива.
Крепление типа R-K используется с объективами Rikenon P, камерами Ricoh (которые содержат в своем названии литер «P») и некоторыми объективами, произведёнными не Ricoh. Оно совместимо со всеми камерами и объективами, оснащёнными креплением типа K, в ручном режиме или режиме приоритета диафрагмы. Однако, использование объектива типа R-K с автофокусными камерами Pentax без удаления дополнительного контакта невозможно. В противном случае возможны повреждения камеры и объектива.

## Схема
- 1. Метка для правильной установки объектива на камеру. При установке или снятии объектива требуется совместить метку на камере с аналогичной меткой на объективе.
- 2. Штырь замка на камере (фиксирует вращение объектива в креплении). На объективе — паз для него.
- 3. Механическая кнопка открытия замка для снятия объектива. При нажатии штырь-фиксатор и вал автофокуса утапливаются в камеру. После этого объектив может быть повёрнут.
- 4. Электрический контакт. В зависимости от объектива может быть замкнут (или разомкнут) на корпус. Один из трёх контактов бинарно кодирующий максимально открытое положение для диафрагмы конкретного объектива.
- 5. Электрический контакт. В зависимости от объектива может быть замкнут (или разомкнут) на корпус. Один из двух контактов бинарно кодирующий минимально закрытое положение для диафрагмы конкретного объектива.
- 6. Электрический контакт. Замкнув (разомкнув) его на корпус объектив сообщает камере о том находится ли объектив в положении «А».
- 7. Электрический контакт. В зависимости от объектива может быть замкнут (или разомкнут) на корпус. Один из двух контактов бинарно кодирующий минимально закрытое положение для диафрагмы конкретного объектива.
- 8. Электрический контакт. В зависимости от объектива может быть замкнут (или разомкнут) на корпус. Один из трёх контактов бинарно кодирующий максимально открытое положение для диафрагмы конкретного объектива.
- 9. Электрический контакт. В зависимости от объектива может быть замкнут (или разомкнут) на корпус. Один из трёх контактов бинарно кодирующий максимально открытое положение для диафрагмы конкретного объектива.
- 10. Электрический контакт. С его помощью от объектива к камере подаётся цифровой сигнал, который содержит информацию о фокусном расстоянии, расстоянии до объекта съёмки, точное значение текущего положения диафрагмы и прочее.
- 11. Механический поводок диафрагмы.
- 12. Пара электрических контактов питания для трансфокаторов или SDM-мотора автофокусировочной системы объектива.
- 13. Вал «отвёрточного» привода автофокусировочной системы объектива. На объективе — фланец ответной части.
- 14. Механический датчик заданной объективом диафрагмы.

## Адаптеры

### Для использования сторонних объективов с К-камерами

#### M42×1
Рабочий отрезок крепления типа K — 45,5 мм, что позволяет использовать через адаптер объективы с резьбовым креплением M42×1 с ручным управлением диафрагмой. Pentax, КМЗ, ЛОМО и другие производители поставляют адаптеры для работы байонета К с резьбовыми M42×1 объективами.
Из-за необходимости обойти патент, которым был защищён оригинальный адаптер M42×1/K (патент США № 4017878), в СССР выпускалось как минимум три варианта адаптеров. Различия между ними — только в способе фиксации самого адаптера.
Красногорским механическим заводом выпускался адаптер со «ступенькой», мог устанавливаться только на байонетные «Зениты» с дополнительным боковым узлом фиксации, другие переходники не подходили (и наоборот).
На фотокамеру с байонетом К через адаптер полноценно могли устанавливаться объективы только с широкой опорной поверхностью. Для более уверенной фиксации требовалось самостоятельное просверливание отверстия на опорной поверхности объектива под штырь замка. При установке объективов с узкой опорной поверхностью («Гелиос-44-2», «Мир-1В» и др.) могла быть недостаточная фиксация байонета, люфт, посторонняя засветка фотоплёнки.
|                                     |                                                                                          | | | |
| Один из вариантов адаптера «M42/K». | Особенность байонета К фотоаппаратов КМЗ: 1 — «ступенька» 2 — боковой фиксатор адаптера. | Адаптер М42/К разработки КМЗ и объектив с байонетом К: 1 — «ступенька» 2 — фланец байонета 3 — посадочная плоскость объектива 4 — вырез под боковой фиксатор 5 — место для входа в оправу объектива фиксирующего штыря; слева должно быть просверлено отверстие. | Объектив «Индустар-61 Л/З» на фотоаппарате «Зенит-212k»: неуверенная фиксация, выступает штырь замка. | Объектив «Мир-1В» на фотоаппарате «Зенит-212k»: узкая опорная поверхность, неполноценная установка, виден адаптер. |

#### Nikon F
Существуют адаптеры с оптическим корректором для использования объективов Nikon с байонетом F на камерах, оснащённых байонетом K.

#### Voigtländer Bessamatic / Kodak Retina
Существуют адаптеры для использования объективов:
- Voigtländer Bessamatic,
- Voigtländer Ultramatic,
- Kodak Retina Reflex,
- Kodak Retina IIIS.

#### S-адаптеры и T-адаптеры
Для камер с байонетом K существуют S- и T-mount-адаптеры для монтирования камеры вместо окуляра телескопа и универсальной оптики.

#### Средний формат
Pentax выпускает адаптеры для своих среднеформатных объективов обеих систем (Pentax 645 и Pentax 6x7) и объективов с байонетом Hasselblad.
Кроме того, существуют адаптеры для объективов с креплением байонет Б («Pentacon-Six», «Киев-6С»), байонет В («Салют», «Салют-С», «Киев-88») и байонет фотоаппарата «Mamiya 645».

#### Petri
Существует адаптер для объективов системы Petri, но из-за разницы в рабочем отрезке невозможна фокусировка на бесконечность.

#### Шифт-адаптер
Существует шифт-адаптер для среднеформатных объективов Pentacon. При использовании такого устройства контролировать перспективу можно с обыкновенным объективом.

### Для использования сторонних камер с К-объективами
Существуют адаптеры для следующих систем:
- Olympus 4/3
- Micro Four Thirds System
- Canon EOS
- Minolta AF (Sony Alpha)
- Байонет NX (Samsung NX)

## Совместимость камер и объективов
| \| Байонет камеры → Серия объектива ↓ \| K \| KF \| KA \| KAF \| KAF2 \| KA2 \| KAF «упрощённый» \| KAF2 «упрощённый» \| KAF3 \| \| ---------------------------------- \| ------------------------------------ \| ------------------------------------ \| ----------- \| -------- \| -------- \| -------- \| ------------------ \| ------------------ \| -------- \| \| M42×1 \| Только М \| Только М \| Только М \| Только М \| Только М \| Только М \| М + «AE-L» \| М + «AE-L» \| ? \| \| К \| + \| + \| + \| + \| + \| + \| М + «AE-L» \| М + «AE-L» \| ? \| \| M \| + \| + \| + \| + \| + \| + \| М + «AE-L» \| М + «AE-L» \| ? \| \| AF \| Без АФ \| + \| Без АФ \| Без АФ \| Без АФ \| Без АФ \| М + «AE-L», без АФ \| М + «AE-L», без АФ \| ? \| \| A \| + \| + \| + \| + \| + \| + \| +* \| +* \| ? \| \| F \| Без АФ \| Без АФ \| Без АФ \| + \| + \| Без АФ \| +* \| +* \| Без АФ \| \| FA \| Без АФ \| Без АФ \| Без АФ \| + \| + \| Без АФ \| +* \| +* \| Без АФ** \| \| FA J \| Без АФ, диафрагма не управляется**** \| Без АФ, диафрагма не управляется**** \| Без АФ и Av \| + \| + \| Без АФ \| + \| + \| Без АФ \| \| DA и DA L \| Без АФ, диафрагма не управляется**** \| Без АФ, диафрагма не управляется**** \| Без АФ и Av \| +*** \| +*** \| Без АФ \| +*** \| + \| Без АФ** \| \| D FA \| Без АФ \| Без АФ \| Без АФ \| + \| + \| Без АФ \| +* \| +* \| Без АФ** \| \| KAF3 \| Без АФ \| Без АФ \| Без АФ \| Без АФ \| ? \| Без АФ \| Без АФ \| + \| + \| Таблица 2. Таблица ограничений совместимости камер и объективов оснащённых различными версиями байонета К. |                                      |                                      |             |          |          |          |                    |                    |          |
| Байонет камеры → Серия объектива ↓ | K                                    | KF                                   | KA          | KAF      | KAF2     | KA2      | KAF «упрощённый»   | KAF2 «упрощённый»  | KAF3     |
| M42×1 | Только М                             | Только М                             | Только М    | Только М | Только М | Только М | М + «AE-L»         | М + «AE-L»         | ?        |
| К | +                                    | +                                    | +           | +        | +        | +        | М + «AE-L»         | М + «AE-L»         | ?        |
| M | +                                    | +                                    | +           | +        | +        | +        | М + «AE-L»         | М + «AE-L»         | ?        |
| AF | Без АФ                               | +                                    | Без АФ      | Без АФ   | Без АФ   | Без АФ   | М + «AE-L», без АФ | М + «AE-L», без АФ | ?        |
| A | +                                    | +                                    | +           | +        | +        | +        | +*                 | +*                 | ?        |
| F | Без АФ                               | Без АФ                               | Без АФ      | +        | +        | Без АФ   | +*                 | +*                 | Без АФ   |
| FA | Без АФ                               | Без АФ                               | Без АФ      | +        | +        | Без АФ   | +*                 | +*                 | Без АФ** |
| FA J | Без АФ, диафрагма не управляется**** | Без АФ, диафрагма не управляется**** | Без АФ и Av | +        | +        | Без АФ   | +                  | +                  | Без АФ   |
| DA и DA L | Без АФ, диафрагма не управляется**** | Без АФ, диафрагма не управляется**** | Без АФ и Av | +***     | +***     | Без АФ   | +***               | +                  | Без АФ** |
| D FA | Без АФ                               | Без АФ                               | Без АФ      | +        | +        | Без АФ   | +*                 | +*                 | Без АФ** |
| KAF3 | Без АФ                               | Без АФ                               | Без АФ      | Без АФ   | ?        | Без АФ   | Без АФ             | +                  | +        |

* — Кольцо диафрагм должно быть в положении «А».
** — Исключение — объективы оборудованные SDM-мотором.
*** — Исключение — объективы серии DA с креплением KAF3. С этими объективами камера работает только в режиме ручной фокусировки.
**** — Съёмка возможна только на максимально закрытой диафрагме, поскольку камера полностью отпускает поводок рассчитывая на то, что объектив самостоятельно ограничит закрытие диафрагмы до предустановленного значения.
АФ — Автофокус.
М — Полностью ручной режим.

## Сравнение с креплениями других производителей
| Название                       | Рабочий отрезок, мм              | Диаметр, мм                | Размер кадра                    | Тип                                                        | Годы производства                     |
| ------------------------------ | -------------------------------- | -------------------------- | ------------------------------- | ---------------------------------------------------------- | ------------------------------------- |
| Mamiya RB                      | 112,0                            | ?                          | 6×7 см                          | байонет с замком на объективе                              | ?                                     |
| Mamiya RZ                      | 105,0                            | ?                          | 6×7 см                          | байонет с замком на объективе                              | ?                                     |
| Rolleiflex SL66                | 102,8                            | ?                          | 6×6 см                          | байонет                                                    | 1966—1992                             |
| Bronica                        | 101,7                            | 57                         | 6×6 см                          | байонет с многозаходной резьбой                            | ?                                     |
| Pentax 67                      | 84,95                            | ?                          | 6×7 см                          | наружный и внутренний байонет                              | ?                                     |
| Bronica GS1                    | ?                                | ?                          | 6×7 см                          | байонет                                                    | 1983—2002                             |
| Байонет В                      | 82,1                             | 60                         | 6×6 см                          | байонет с трёхзаходной резьбой                             | С 1957 года                           |
| Kowa Six / Super 66            | 79                               | ?                          | 6×6 см                          | накидное кольцо                                            | 1968—1974                             |
| Hasselblad 500/2000            | 74,9                             | ?                          | 6×6 см                          | байонет                                                    | —                                     |
| Байонет Б                      | 74,0                             | 60                         | 6×6 см                          | байонет с накидным кольцом                                 | С 1957 года                           |
| Rolleiflex SLX                 | 74                               | 75                         | 6×6 см                          | четырёхлепестковый байонет                                 | С 1976 года                           |
| Pentax 645                     | 70,87                            | ?                          | 6×4,5 см                        | байонет                                                    | —                                     |
| Mamiya 645                     | 63,3                             | ?                          | 6×4,5 см                        | байонет                                                    | С 1975 года                           |
| Leica Visoflex                 | 62,5                             | ?                          | 24×36 мм                        | байонет                                                    | 1935—1984                             |
| Hasselblad H                   | 61,63                            | ?                          | 6×4,5 см                        | байонет                                                    | ?                                     |
| Leica S                        | ?                                | ?                          | 54×45 мм                        | байонет                                                    | С 2008 года                           |
| T2-mount («М42×0,75»)          | 55                               | 42                         | 24×36 мм                        | резьба                                                     | С 1962 года — современный вид T-mount |
| Topcon UV                      | 55                               | ?                          | 24×36 мм                        | байонет                                                    | c 1964 года                           |
| T-mount («М37×0,75»)           | 50,2                             | 37                         | 24×36 мм                        | резьба                                                     | 1957-1962                             |
| Praktina                       | 50                               | 46                         | 24×36 мм                        | накидное кольцо                                            | c 1952 года                           |
| Icarex                         | 48                               | ?                          | 24×36 мм                        | накидное кольцо                                            | 1966—1971                             |
| Байонет Contax N               | 48                               | ?                          | 24×36 мм                        | байонет                                                    | с 2001                                |
| Байонет Ц (Зенит-4)            | 47,58                            | 47                         | 24×36 мм                        | Вариант байонета DKL                                       | 1964—1968                             |
| Байонет Leica R                | 47,0                             | ?                          | 24×36 мм                        | байонет                                                    | С 1964 года                           |
| Байонет Nikon F                | 46,5                             | 44                         | 24×36 мм                        | трёхлепестковый байонет                                    | С 1959 года                           |
| Olympus OM                     | 46                               | ?                          | 24×36 мм                        | трёхлепестковый байонет с замком на объективе              | 1972—2002                             |
| Contarex                       | 46                               | ?                          | 24×36 мм                        | трёхлепестковый байонет                                    | 1958—1966                             |
| Rolleiflex SL35                | 45,6                             | ?                          | 24×36 мм                        | трёхлепестковый байонет                                    | ?                                     |
| Байонет Contax-Yashica         | 45,5                             | 48                         | 24×36 мм                        | трёхлепестковый байонет                                    | 1975—?                                |
| Байонет K                      | 45,5                             | 48,5                       | 24×36 мм                        | трёхлепестковый байонет                                    | С 1976 года                           |
| Altix                          | 45,5 наружный; 42,5 внутренний   | ?                          | 24×36 мм                        | накидное кольцо                                            | 1939—1959                             |
| Mamiya E/EF (ZE/CS)            | 45,5                             | 49                         | 24×36 мм                        | байонет                                                    | С 1980 года                           |
| Pentina                        | 45,5                             | ?                          | 24×36 мм                        | накидное кольцо                                            | С 1960 года                           |
| M42×1                          | 45,5                             | 42                         | 24×36 мм                        | резьба                                                     | С 1948 года                           |
| M37×1                          | 45,46                            | 37                         | 24×36 мм                        | резьба                                                     | c 1939                                |
| Зенит                          | 45,2                             | 39                         | 24×36 мм                        | резьба                                                     | 1953—1967                             |
| Exakta                         | 44,7                             | 38                         | 24×36 мм                        | Трёхлепестковый байонет                                    | —                                     |
| Байонет DKL                    | 44,7                             | 47                         | 24×36 мм                        | Включает центральный затвор и привод регулировки диафрагмы | С 1957 года                           |
| Байонет А (Minolta A / Sony α) | 44,50                            | 49.7                       | 24×36 мм                        | трёхлепестковый байонет                                    | С 1986 года                           |
| Rolleiflex SL35                | 44,46                            | —                          | 24×36 мм                        | байонет                                                    | 1970—1998                             |
| Praktica B                     | 44,40                            | 48,5                       | 24×36 мм                        | байонет                                                    | С 1980 года                           |
| M40×1                          | 44                               | 40                         | 24×36 мм                        | резьба                                                     | 1938—1947                             |
| Canon EF                       | 44                               | 54                         | 24×36 мм                        | трёхлепестковый байонет                                    | С 1987 года                           |
| Canon EF-S                     | 44                               | 54                         | 22,2×14,8 мм                    | трёхлепестковый байонет                                    | С 2004 года                           |
| Байонет Sigma SA               | 44                               | 44                         | 24×36 мм                        | байонет                                                    | С 1992 года                           |
| Байонет Киев-Автомат           | 44,0                             | 41                         | 24×36 мм                        | байонет                                                    | 1965—1985                             |
| Minolta SR/MC/MD               | 43,50                            | ?                          | 24×36 мм                        | трёхлепестковый байонет                                    | 1958—2001                             |
| Fujica X                       | 43,5                             | ?                          | 24×36 мм                        | трёхлепестковый байонет                                    | ?                                     |
| Petriflex                      | 43,5                             | ?                          | 24×36 мм                        | накидное кольцо                                            | С 1963 года                           |
| en:Rectaflex Rectaflex         | 43,4                             | ?                          | 24×36 мм                        | байонет                                                    | 1947—1958                             |
| M41,2x1                        | 42,05                            | 41,2                       | 24×36 мм                        | резьба                                                     | С 1947 года                           |
| Байонет Д                      | 42,0                             | 40,5                       | 24×36 мм                        | накидное кольцо                                            | С 1965 года                           |
| Canon R                        | 41,9                             | 48                         | 24×36 мм                        | накидное кольцо                                            | 1959—1964                             |
| Canon FL                       | 41,9                             | 48                         | 24×36 мм                        | накидное кольцо                                            | 1964—1971                             |
| Canon FD                       | 41,9                             | 48                         | 24×36 мм                        | накидное кольцо                                            | 1971—1990                             |
| Canon FDn                      | 41,9                             | 48                         | 24×36 мм                        | байонет                                                    | 1978—1990                             |
| Байонет Miranda                | 41,5                             | 44                         | 24×36 мм                        | четырёхлепестковый байонет с резьбой 44×1                  | 1954-1974                             |
| Konica F                       | 40,5                             | 40                         | 24×36 мм                        | байонет                                                    | 1960—1963                             |
| Konica AR                      | 40,5                             | ?                          | 24×36 мм                        | байонет                                                    | 1965—1988                             |
| Стандарт 4:3                   | 38,67                            | 50                         | 17,3×13 мм                      | байонет                                                    | С 2003 года                           |
| Alpa                           | 37,8                             | 48                         | 24×36 мм                        | байонет                                                    | —                                     |
| Hasselblad XPan                | 34,27                            | ?                          | 24×65 мм                        | байонет                                                    | c 1998 года                           |
| Байонет Contax-Киев RF         | 34,85 наружный; 31,85 внутренний | 49 наружный; 36 внутренний | 24×36 мм                        | наружный и внутренний байонет                              | 1932—1985                             |
| Байонет Contax G               | 28,95                            | ?                          | 24×36 мм                        | байонет                                                    | 1994—2005                             |
| Olympus Pen F                  | 28,95                            | ?                          | 24×18 мм                        | байонет                                                    | С 1963 года                           |
| M39×1/28,8                     | 28,8                             | 39                         | 24×36 мм                        | резьба                                                     | 1932—1995                             |
| Нарцисс                        | 28,8                             | 24                         | 14×21 мм                        | резьба                                                     | 1961—1965                             |
| Байонет Leica M                | 27,8                             | ?                          | 24×36 мм                        | четырёхлепестковый байонет                                 | С 1954 года                           |
| M39×1/27,5                     | 27,5                             | 39                         | 18×24 мм                        | резьба                                                     | 1967—1974                             |
| Байонет 110                    | 27                               | ?                          | 17×13 мм                        | байонет                                                    | С 1978 года                           |
| Байонет Fujifilm G             | 26,7                             | ?                          | 32,9×43,8 мм                    | байонет                                                    | С 2017 года                           |
| Samsung NX                     | 25,5                             | 42                         | 23,4×15,6 мм                    | байонет                                                    | С 2010 года                           |
| Canon RF                       | 20                               | 54                         | 24×36 мм                        | байонет                                                    | С 2018 года                           |
| Байонет L                      | 20                               | 51,6                       | 24×36 мм                        | байонет                                                    | С 2014 года                           |
| Микро 4:3 (Micro Four Thirds)  | 19,25                            | 44                         | 17,3×13 мм                      | байонет                                                    | С 2008 года                           |
| Canon EF-M                     | 18                               | 47                         | 22,3×14,9 мм                    | байонет                                                    | С 2012 года                           |
| Байонет E (Sony NEX)           | 18                               | 46,1                       | 24×36 мм                        | байонет                                                    | С 2010 года                           |
| Fujifim X                      | 17,7                             | 40,6                       | 23,6×15,6 мм                    | байонет                                                    | С 2012 года                           |
| Nikon 1                        | 17                               | ?                          | 13,2×8,8 мм                     | байонет                                                    | 2011—2018                             |
| Байонет Nikon Z                | 16                               | 55                         | 24×36 мм                        | четырёхлепестковый байонет                                 | С 2018 года                           |
| Pentax Q                       | 9,2                              | ?                          | 6,17×4,55 мм; 7,44×5,58 мм (Q7) | байонет                                                    | С 2011 и 2013 года                    |
| Samsung NX-M                   | 7,3                              | ?                          | 13,2×8,8 мм                     | байонет                                                    | ?                                     |

## Камеры, оснащённые креплением типа K и его разновидностями
| С ручным фокусом - K — K2, KX, KM, K1000 - K — ME, ME Super, MG, MV, MV1, MX - K — LX - KA — SuperA, ProgramA, A3 - KA — P3, P5, P30, P30n, P30t - KA2 — MZ-M Автофокусные - KF — ME F - KAF — SFX, SFXn, SF7, MZ-6, MZ-7 - KAF2 — Z-1, Z-1p, Z-5, Z-10, Z-20, Z-50, Z-70, MZ-D - KAF2 — MZ-S, MZ-3, MZ-5, MZ-5n, MZ-10 - KAF «упрощённый» — MZ-30, MZ-50, MZ-60, *ist, *istD, *ist DS(2), *ist DL(2), K100D, K110D - KAF2 «упрощённый» — K10D, K100D Super, K20D, K200D, AP 50th Anniv., K-m, K-7, K-x, K-r, K-5, K-01 - CE-4, CE-4s, CA-4, CM-4 - CE-5, CG-5, CM-5, CP-5 - CP-6, CP-X - CP-7, CM-7 - CP-9 - CS-2, CS-3 - CT-10, CT-1A, CT-20, CT-7, CT-1G, CT-9 - CE-4, CE-4s, CE-5 | - MS-2 Super - MS-3 - KR-5 series, KR-10, KR-30 - XR-1, XR-2, XR-500, XR-6, XR-7, XR-10, XR-20, XR-Solar, XR-M, XR-F, XR-P, XR-S, XR-X, XR-X 3PF - KAF «упрощённый» — GX-1S, GX-1L - KAF2 «упрощённый» — GX-10, GX-20 - KS-1000 (Ricoh XR-1) - KS-500 (Ricoh XR-500) - KS Auto (Ricoh XR-2S) - KS-1 - KS-2 (сделан на основе Ricoh XR-10, но с режимом приоритета диафрагмы) - KSX (Ricoh KR-10) - KS Super - KS Super II — полностью автоматический на KA байонете. - Sigma SA-1 (основан на Ricoh XR-7) - V4000 - V3800N - V3000s - V2000 - Серийно не выпускались: Зенит−20, −21, −22, −2000, Фотоснайпер ФС-5. - Выпускались серийно: Зенит-Автомат, Зенит-14, Зенит-АМ, Зенит-АМ2, Зенит-AПК, Зенит-122K, Зенит-212k, на Зенит-КМ — байонет без «ступеньки». - Алмаз-103 |

## Объективы, оснащённые креплением типа K и его разновидностями
| - Access 28 мм f/2.8 P-MC Macro - Access 75-300 мм f/5.6 PMC Zoom - AGFA Color M-C 50 мм f/1.4 - Angenieux 35-70 мм f/2.5-3.3 - Angenieux 70-210 мм f/3.5 - Beroflex 85-210 мм f/3.8 - Beroflex 70-140 мм f/3.8 - Carl Zeiss Jena II 24 мм f/2.8 - Carl Zeiss Jena 28-70 мм f/2.8-4.3 Macro Jenazoom - Carl Zeiss Jena 70-210 мм f/4.5-5.6 Macro - Carl Zeiss Jena 75-300 мм f/4.5-5.6 ED IF MC Macro Jenazoom - Carl Zeiss Jena 100—500 мм f/5.6-8 MC Macro Jenazoom - Carl Zeiss 18 мм f/3.5 Distagon T* (2008) - Carl Zeiss 21 мм f/2.8 Distagon T* (2008)(Только для Европы) - Carl Zeiss 25 мм f/2.8 Distagon T* ZK (2008) - Carl Zeiss 35 мм f/2 Distagon T* ZK (2008) - Carl Zeiss 50 мм f/1.4 Planar T* ZK (2008) - Carl Zeiss 50 мм f/2 Planar T* ZK (2008) - Carl Zeiss 50 мм f/2 Makro-Planar T* (2008) - Carl Zeiss 85 мм f/1.4 Planar T* ZK (2008) - Cosina 19-35 мм f/3.5-4.5 AF - Cosina 20 мм f/3.8 - Cosina 24 мм f/2.8 - Cosina 28-210 мм f/4.2-6.5 Aspherical AF - Cosina 28-210 мм f/3.5 Aspherical AF - Cosina 35-70 мм f/3.5-4.8 - Cosina 40 мм f/2.5 - Cosina 50 мм f/1.2 - Cosina 50 мм f/1.7 - Cosina 100 мм f/3.5 AF macro - Cosina 100—300 мм f/5.6 AF macro - Cosmicar 28-80 мм f/3.5-4.5 - Cosmicar 70-200 мм f/4 - CPC 28 мм f/2.8 Auto A - CPC 28-80 мм f/3.5-4.5 - CPC 28-85 мм f/3.5-4.5 - CPC 135 мм f/2.8 MC Auto A - Chinon 24 мм f/2.5 - Chinon 28 мм f/2.8 - Chinon 35-70 мм f/3.5-4.5 MC Macro - Chinon 35-80 мм f/3.5-4.9 MC Macro - Chinon 50 мм f/1.4 Auto Multicoated - Chinon 50 мм f/1.7 Auto Multicoated Mac - Chinon 50 мм f/1.9 Auto Macro - Chinon 135 мм f/2.8 Auto Multicoated - Chinon Makinon 500 мм f/8 (Катадиоптрический) - Edixar 55 мм f/1.7 MC - Focal 28 мм f/2.8 - Gemini 28 мм f/2.8 - Hanimex 35 мм f/2.8 - Hanimex 55-220 мм f/3.5-4.5 MC Macro - Hanimex 80-200 мм f/4 - Hanimex 80-200 мм f/4.5 - Hervic Zivnon 23 мм f/3.5 - Hoya 28-50 мм f/3.5-4.5 HMC - JC Penney 135 мм f/2.8 - Kalimar 28 мм f/2.8 Macro - Kalimar 28-105 мм f/3.5-4.5 Macro - Kalimar 35-70 мм f/2.8 - Kalimar 60-300 мм f/4-5.6 MC AF - Kalimar 500 мм f/8 (Катадиоптрический) - Kiron 24 мм f/2 RL - Kiron 28 мм f/2 - Lensbaby 1.0 Selective Focus Lens (2006—2008) - Lensbaby 2.0 Selective Focus Lens (2008) - Loreo 38 мм f/11 3D (Stereo) (2006-настоящее время) - Luxon 50 мм f/2.0 MC - Miranda 28 мм f/2.8 - Miranda 28 мм f/2.8 MC - Miranda 70-210 мм f/4.5 Macro - Miranda 75-200 мм f/4.5-5.3 Macro - Mitakon 80-200 мм f/4.5 MC Zoom - Oberon-11K 200mm f2.8 - Petri 28 мм f/2 - Petri 50 мм f/2 - Phoenix 500 мм f/8 Reflex (Катадиоптрический) (2006) - Phoenix 800 мм f/8 Reflex (Катадиоптрический) (2008) - Polar 85 мм Portrait Lens f/1.4 Aspherical IF (2008) - Polar 800 мм f/8 Reflex (Катадиоптрический) (2008) - Porst 55 мм f/1.2 Reflex MC Auto - Porst 55 мм f/1.2 MC Auto - Porst 75-260 мм f/4.5 - Porst 135 мм f/2.8 MC Auto - Porst 200 мм f/3.5 - Promaster 18-200 мм f/3.5-6.3 AF XR EDO - Promaster 18-200 мм f/3.5-6.3 AF XR EDO (2007) - Promaster 19-35 мм f/3.5-4.5 AF - Promaster 24-200 мм f/3.5-5.6 AF XLD ASP - Promaster 28-80 мм f/3.5-5.6 AF - Promaster 28-70 мм f/3.9-4.8 Spectrum 7 MC Macro Auto - Promaster 28-80 мм f/3.5-5.6 Spectrum 7 AF - Promaster 28-105 мм f/4-5.6 AF IF - Promaster 28-200 мм f/3.5-5.6 AF XR - Promaster 28-210 мм f/3.5-5.6 Spectrum 7 MC Macro - Promaster 50 мм f/1.7 - Promaster 60-300 мм f/4-5.6 Spectrum 7 (2008) - Promaster 70-210 мм f/4-5.6 AF Macro - Promaster 70-300 мм f/4-5.6 Spectrum 7 AF EDO LD Macro (2007) - Promaster 80-210 мм f/4.5-5.6 AF - Promaster 28-300mm f/3.5-6.3 XR EDO Aspherical Auto Focus Zoom Lens - Revue 35 мм f/2.8 - Revue 80-200 мм f/4.5 - Revue 28-70 мм f/3.5-4.5 - Revue 28-50 мм f/3.5-4.5 - Revu 50 мм f/1.2 (1975) - Revuenon 50 мм f/1.4 - Revuenon 55 мм f/1.2 - Revuenon 135 мм f/2.8 - Revuenon 200 мм f/3.5 - Rikenon 28 мм f/2.8 XR Version - Rikenon 50 мм f/1.4 XR Version - Rikenon 135 мм f/2.8 XR Version - Rokinon 500 мм f/6.3 Reflex (Катадиоптрический) | - 80-210 мм f/3.8 macro MC - Schneider-Kreuznach D-Xenogon 10-17 мм f/3.5-4.5 ED (с 2007) - Schneider-Kreuznach D-Xenon 12-24 мм f/4 ED (с 2007) - Schneider-Kreuznach D-Xenon 18-55 мм f/3.5-5.6 AF (с 2007) - Schneider-Kreuznach D-Xenogon 35 мм f/2 (с 2006) - Schneider-Kreuznach D-Xenon 50-200 мм f/4-5.6 AF (с 2006) - Schneider-Kreuznach D-Xenon 100 мм MACRO f/2.8 (с 2007) - Sears 50 мм f/1.4 Auto MC - Sears 50 мм f/1.7 Auto MC - Sears 55 мм f/1.4 - Sears 55 мм f/2 - Sears 28-70 мм f/3.5-4.5 Macro - Sears 60-300 мм f/4-5.6 Macro (байонет KR) - Sears 75-260 мм f/4.5 MC Macro - Sears 80-200 мм f/4-5.6 Auto MC - Sears MC 135 мм f/2.8 - Soligor 70-210 мм f/4.5 - Soligor 135 мм f/2.8 - Soligor 37-105 мм f/3.5 - Spiratone 400 мм f/6.3 - Sun 80-200 мм f/4.5 Macro - Suntop 28-135 мм f/3.8-5.2 MC - Tamron 17-50 мм f/2.8 SP AF XR Di-II LD Aspherical IF - Tamron 18-250 мм f/3.5-6.3 AF Di-II LD Aspherical IF Macro - Tamron 18-200 мм f/3.5-6.3 XR Di-II LD IF (2008) - Tamron 28-75 мм f/2.8 SP AF XR Di LD Aspherical IF Macro - Tamron 70-300 мм f/4-5.6 DI LD Macro (2008) - Tamron 90 мм f/2.8 SP Macro (Неадаптируемый) - Tamron 90 мм f/2.5 Macro (Неадаптируемый) - Tamron SP AF 90 мм f/2.8 Di 1:1 Macro - Tamron 300 мм f/2.8 DL (Адаптируемый) Reflex (Катадиоптрический) - Tamron 500 мм f/8 SP (Адаптируемый) Reflex (Катадиоптрический) - Tokina 17 мм f/3.5 - Tokina 28 мм f/2.8 - Tokina 90 мм f/2.5 macro - Tokina 200 мм f/3.5 - Tokina 28-70 мм f/2.8 (несколько разновидностей) - Tokina 35-105 мм f/3.5 RMC - Tokina 35-300 мм f/4.5-6.7 - Tokina 60-120 мм f/2.8 AT-X - Tokina 75-150 мм f/3.8 - Tokina 80-200 мм f/2.8 - Tokina 80-200 мм f/4.5-5.6 SZ-X - Tokina 80-400 мм f/4.5-5.6 AT-X - Tokina 150—500 мм f/5.6 AT-X SD - Tokina 500 мм f/8 RMC Reflex (Катадиоптрический) - Tou/Five Star 28-80 мм f/3.5-4.5 macro - Tou/Five Star 28-135 мм f/3.5-5.2 macro - Tou/Five Star 75-200 мм f/4.5 macro - Tou/Five Star 500 мм f/8 - Vivitar 24 мм f/2 - Vivitar 24-70 мм f/3.3-4.8 Series 1 - Vivitar 28-85 мм f/2.8-3.8 - Vivitar 28-105 мм f/2.8-3.8 Series 1 - Vivitar 35-200 мм f/3-4.5 Macro 1:5 - Vivitar 50 мм f/1.4 VMC - Vivitar 55 мм f/1.2 VMC Series I - Vivitar 70-210 мм f/2.8-4 Series 1 - Vivitar 75-200 мм f/4.5 - Vivitar 80-200 мм f/4 Macro MC - Vivitar 85-205 мм f/3.8 - Vivitar 90 мм f/2.5 SL I Macro (2002-?) - Vivitar 90-180 мм f/4.5 Macro - Vivitar 100-300 мм f/5 Macro - Vivitar 100—500 мм f/5.6-8 Series 1 - Vivitar 135 мм f/2.8 - Vivitar 200 мм f/3 Series 1 - Voigtländer 35-70 мм f/3.5-4.8 (2004) - Voigtländer 40 мм f/2 SL II Ultron Aspherical (2008,limited) - Voigtländer 40 мм f/2 SL I Ultron Aspherical (2007,limited) - Voigtländer 58 мм f/1.4 Nokton (2008) - Voigtländer 58 мм f/1.4 SL II Topcor (2008) - Voigtländer 75 мм f/2.5 Color-Heliar (2002—200?) - Voigtländer 90 мм f/3.5 APO-Lanthar - Voigtländer SL 125 мм f/2.5 APO-Lanthar (2002—2006) - Voigtländer SL II 125 мм f/2.5 APO-Lanthar (2007) - Voigtländer SL II 180 мм f/4 APO-Lanthar (2007) - Voigtländer SL 180 мм f/4 APO-Lanthar (2002—2006) - Пеленг 8 мм f/2.3 (2008) - МС Оберон-11К 200 мм f/2,8 - Волна-10K 35 мм f/1.8 - МС Волна 50 мм f/1.8 - Зенитар-K 16mm f2.8 (2008) - MC Мир-20K 20 мм f3.5 - MC Мир-47K 20mm f2.5 (2008) - MC Вариозенитар-K 25-45 мм f/2.8-3.5 (1980-?) - MC Вариозенитар-K 25-45 мм f/2.8-3.5 (2008) - MC Helios-44K-4 58mm f2 - MC Вариозенитар-K 35-100 мм f/2.8 (1980?) - MC APO Телезенитар-K 300 мм f/4.5 (2008) |

## Телеконвертеры, оснащённые креплением типа K и его разновидностями
- Pentax Rear Converter-A 1.4X-L[25]. Для объективов свыше 300 мм.
- Pentax Rear Converter-S 1.4X-L[26]. Для объективов до 300 мм.
- Pentax Rear Converter-A 2X-L[27]. Для объективов свыше 300 мм.
- Pentax Rear Converter-A 2X-S[28]. Для объективов до 300 мм.
- Pentax Rear Converter K T6-2X[29].
- SMC Pentax-F 1.7X AF adapter[30].
- Sears Auto 2X.
- Porst tele converter 2X auto.
- CPC 2X Tele-converter MC-4[31].
- Takumar-A 2X Tele-converter[32].